# 炭竜目
炭竜目（たんりゅうもく、学名：Anthracosauria）は石炭紀から三畳紀にかけて生息した両生類または爬形類の1グループで、有羊膜類の祖先とされる。学名はギリシャ語で「石炭＋トカゲ」を意味し、石炭層から多く出土するため名づけられた。

## 定義
Gunnar Säve-Söderbergh によって記載された当初は、石炭紀からペルム紀初期に生息した水生の大型両生類を指す言葉だった。しかしアルフレッド・ローマーはこれを爬虫類に類似した迷歯類と再定義し、Säve-Söderbergh のそれをその中のエンボロメリ亜目とした。
分岐学の発展により更に新たな定義が生み出され、Michel Laurin は最も爬虫類に近い四肢動物であるディアデクテス形目とシームリア形目を指す言葉とし、Michael Benton は爬形上目からディアデクテス形目とシームリア形目とを除いた側系統群とした。
ウィキスピーシーズではローマーの定義を採用している。

## 特徴
- 頭骨は扁平化していく傾向のあった分椎目の系統とは対照的に、高さのある幅の狭い構造を持つ。口蓋部には分椎目にあるような空隙は無く、かわりに肉鰭類から受け継いだ頭骨の可動関節によってある程度の柔軟性を保持していた。
- 歯は円錐状の迷路歯。
- 椎骨は間椎心が退行し側心椎が大きくなっている。これは有羊膜類と共通する特徴である。
- 胴も幅が狭く、また尾とともに長くなる傾向があった。
- 四肢は種によってさまざまで、陸生種は短いが強力で、水生種では小さくなる。指は前後肢とも5本。

## 下位分類
エンボロメリ亜目 Embolomeri
石炭紀からペルム紀前期まで生息。本目中もっとも繁栄したグループ。
プロテロギリヌス科 Proterogyrinidae
石炭紀前期の北米とヨーロッパに生息していた半水生種。デボン紀の原始的な四肢動物であるチュレルペトンとの類似性を有する。
エオヘルペトン科 Eoherpetontidae
石炭紀前期のスコットランドに生息していた陸生種。
アントラコサウルス科 Anthracosauridae
石炭紀中期のイギリスに生息していた陸生種。頭長だけで40センチメートル。推定全長2メートル。強力な捕食者だったと考えられている。
エオギリヌス科 Eogyrinidae
石炭紀後期からペルム紀前期のヨーロッパと北米に生息。二次的に水生に戻った。円筒形の細長い胴体を持つ。最大種は4メートルを超える。
アルケリア科 Archeriidae
ペルム紀初期の北米に生息していた水生種。

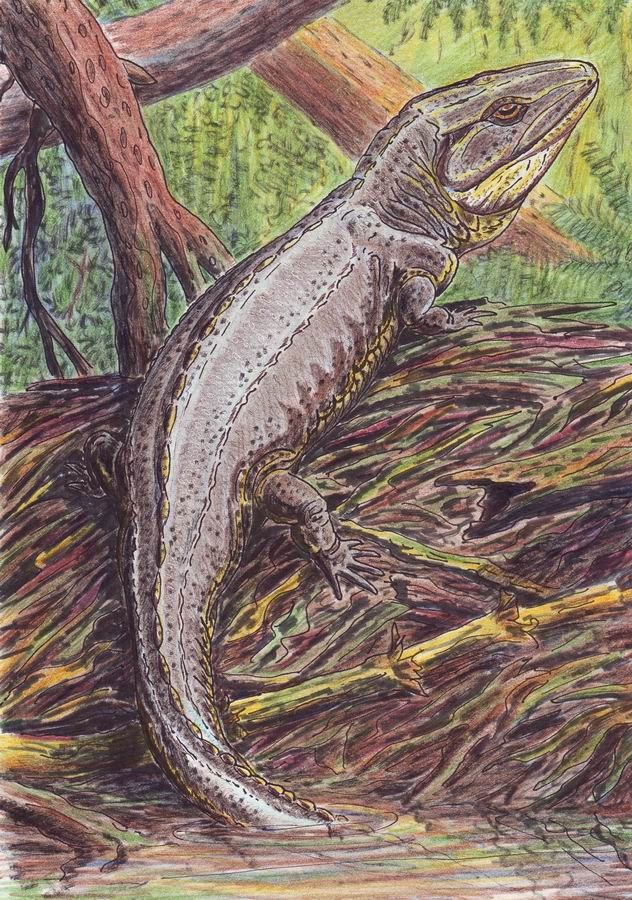
プロテロギリヌス
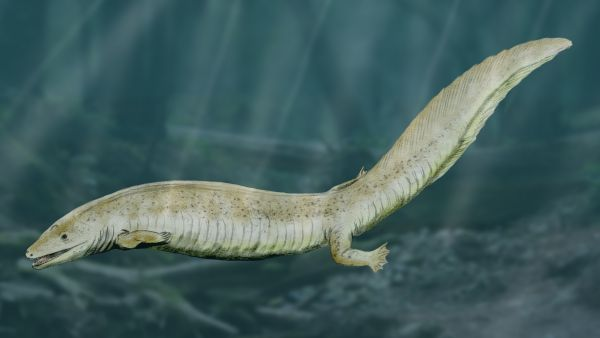
エオギリヌス
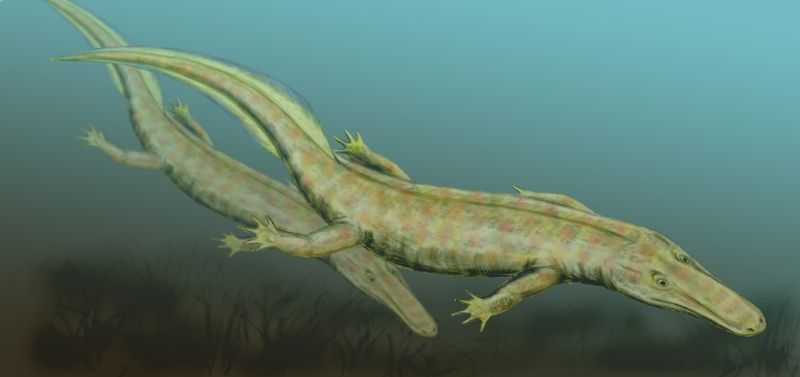
アルケリア

シゾメリ亜目 Schizomeri
石炭紀前期の水生種。エンボロメリ亜目に入れられることもある。
- フォリドガステル科 Pholidogasteridae

ディプロメリ亜目 Diplomeri

石炭紀後期の水生種。ディプロベルテブロンが属する。エンボロメリ亜目に入れられることもある。
- ディプロベルテブロン科 Diplovertebrontidae

ゲフィロステグス亜目 Gephyrostegida

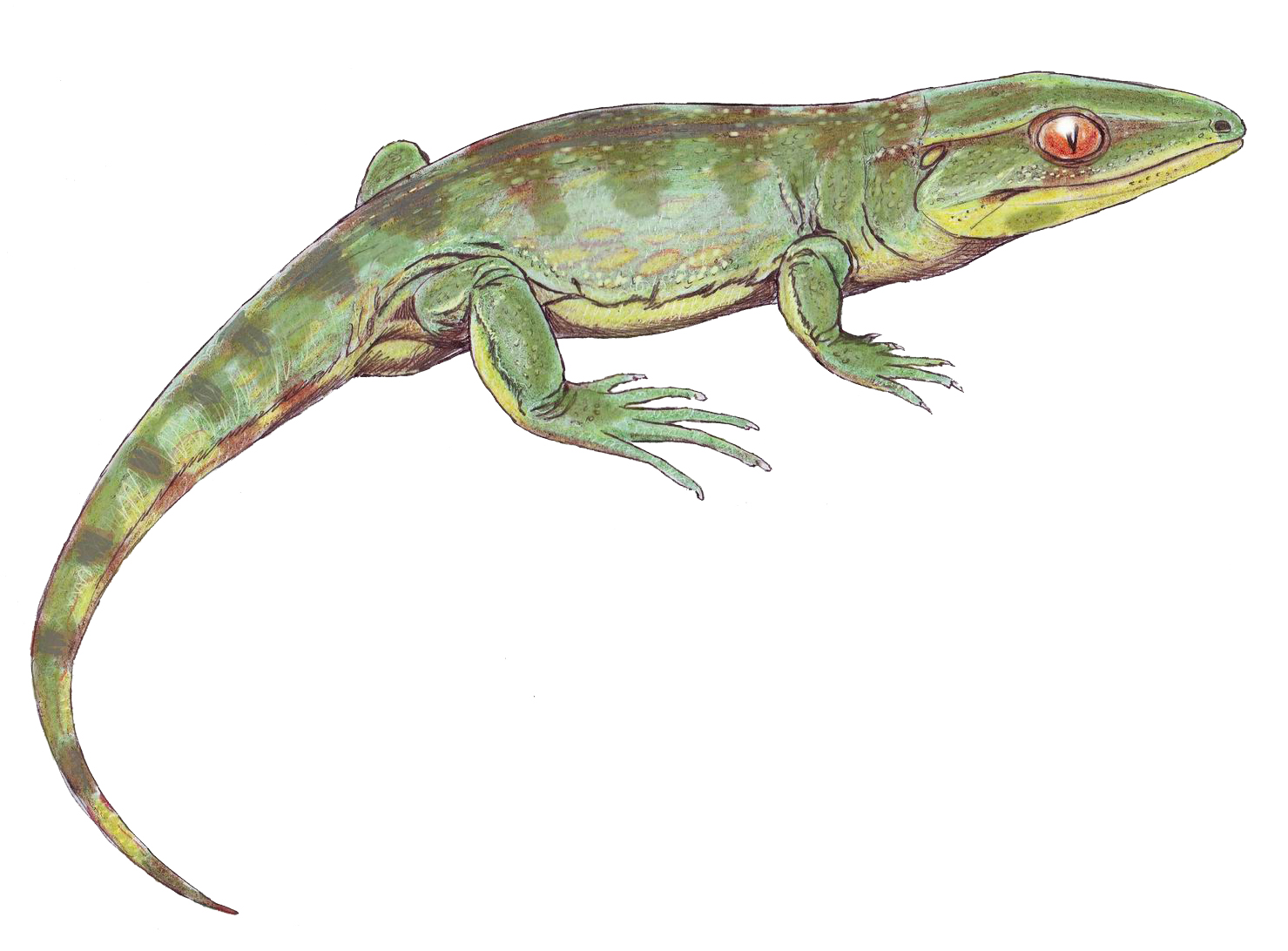
Gephyrostegus bohemicus

石炭紀後期の小型陸生種のグループ。かつては有羊膜類の祖先の有力候補とされたが、それほど近い類縁関係にはないらしい。
- ゲフィロステグス科 Gephyrostegidae

ニクテロレテル亜目 Nycteroletorida
ペルム紀に生息。極めて爬虫類に近い形質。夜行性であったらしく大きな眼窩を持つ。
- ニクテロレテル科 Nycteroleteridae

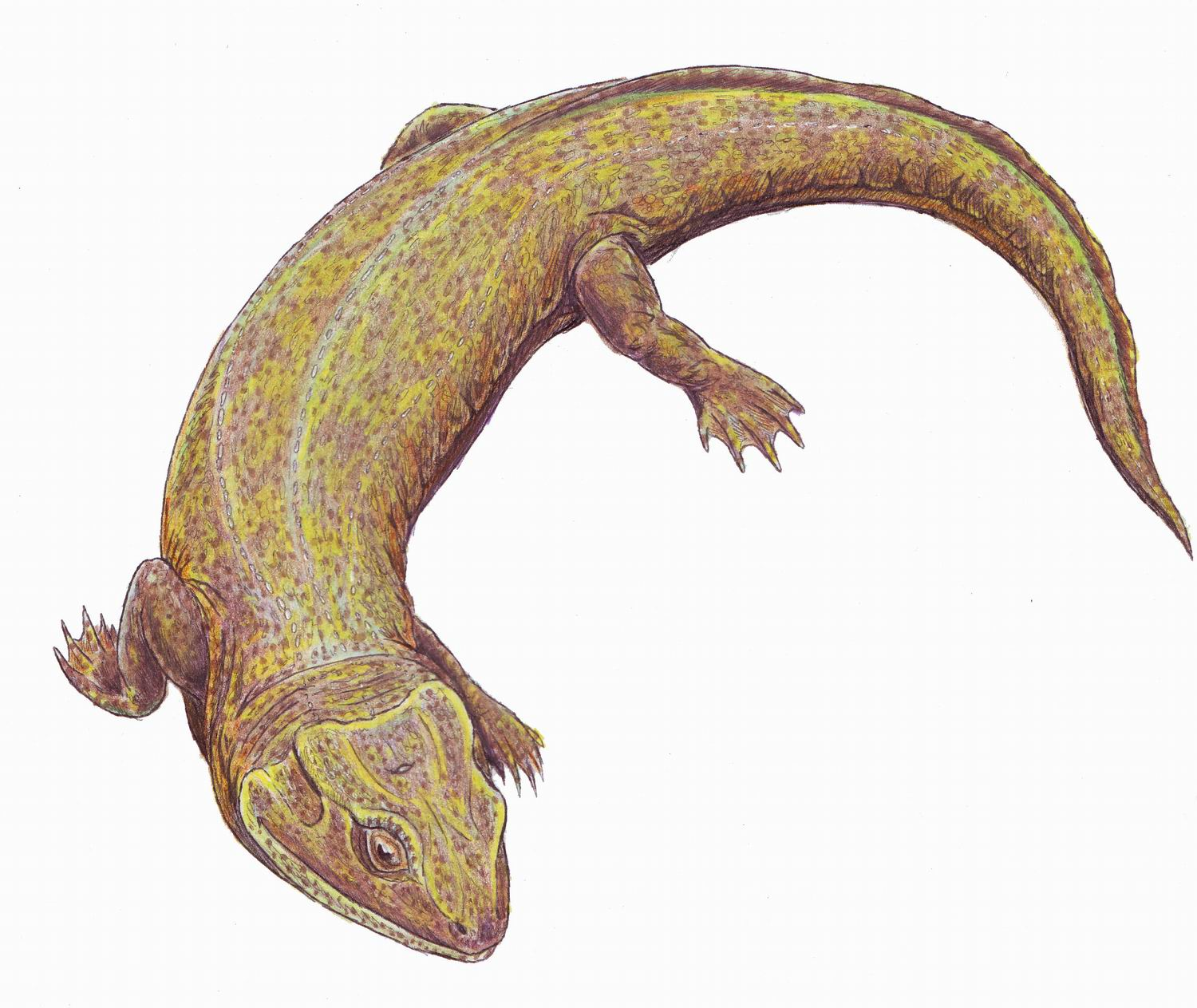
Nycteroleter ineptus
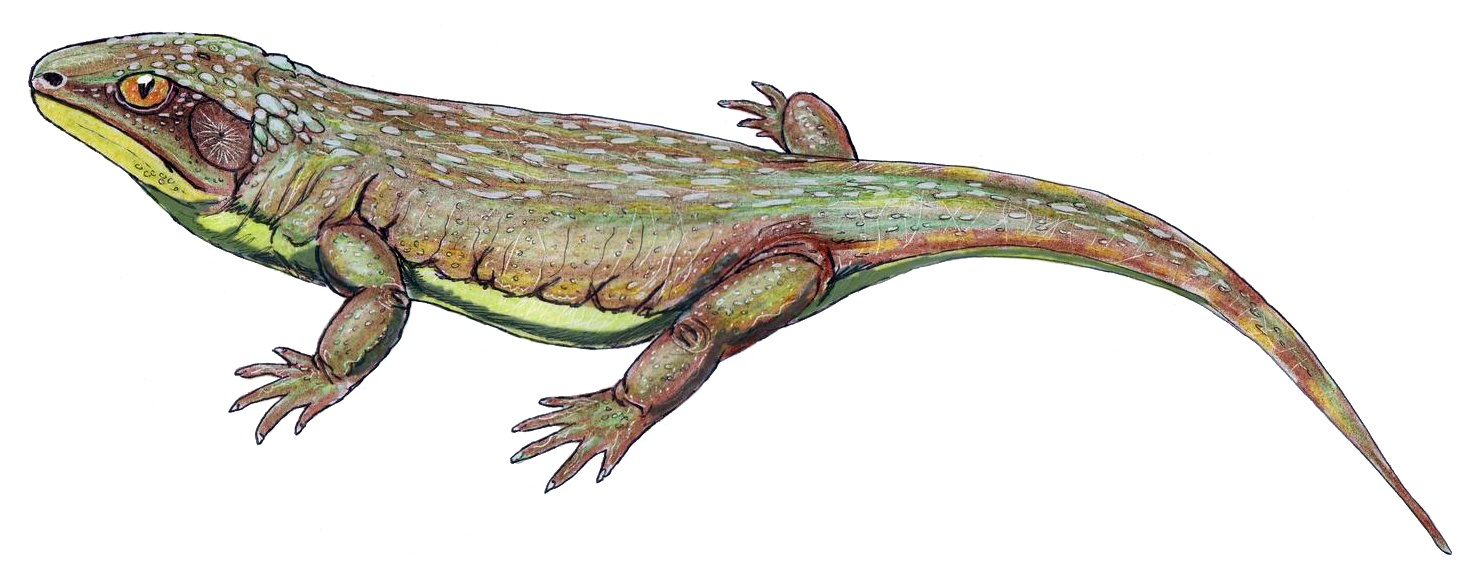
Emeroleter levis

クロニオスクス亜目 Chroniosuchida
ペルム紀末期から三畳紀初期の東ヨーロッパに生息。外見はワニによく似ている。シームリア形類とされることもある。
- クロニオスクス科 Chroniosuchidae
- ビストロワイアナ科 Bystrowianaidae

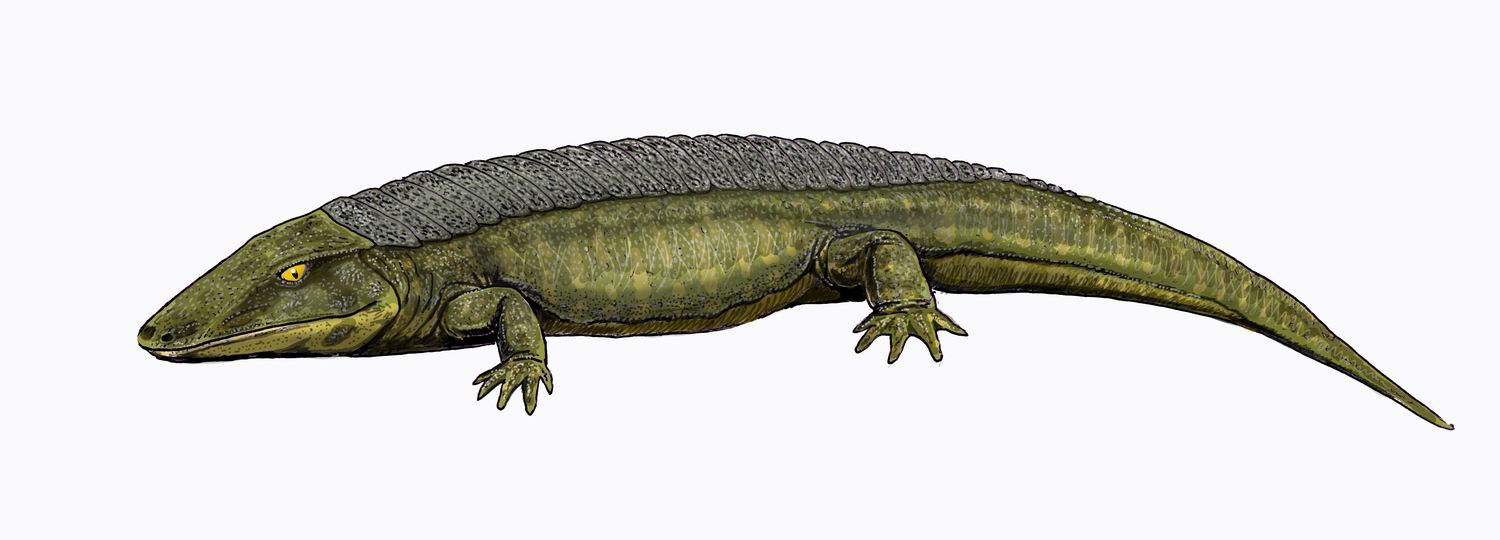
Chroniosuchus paradoxus
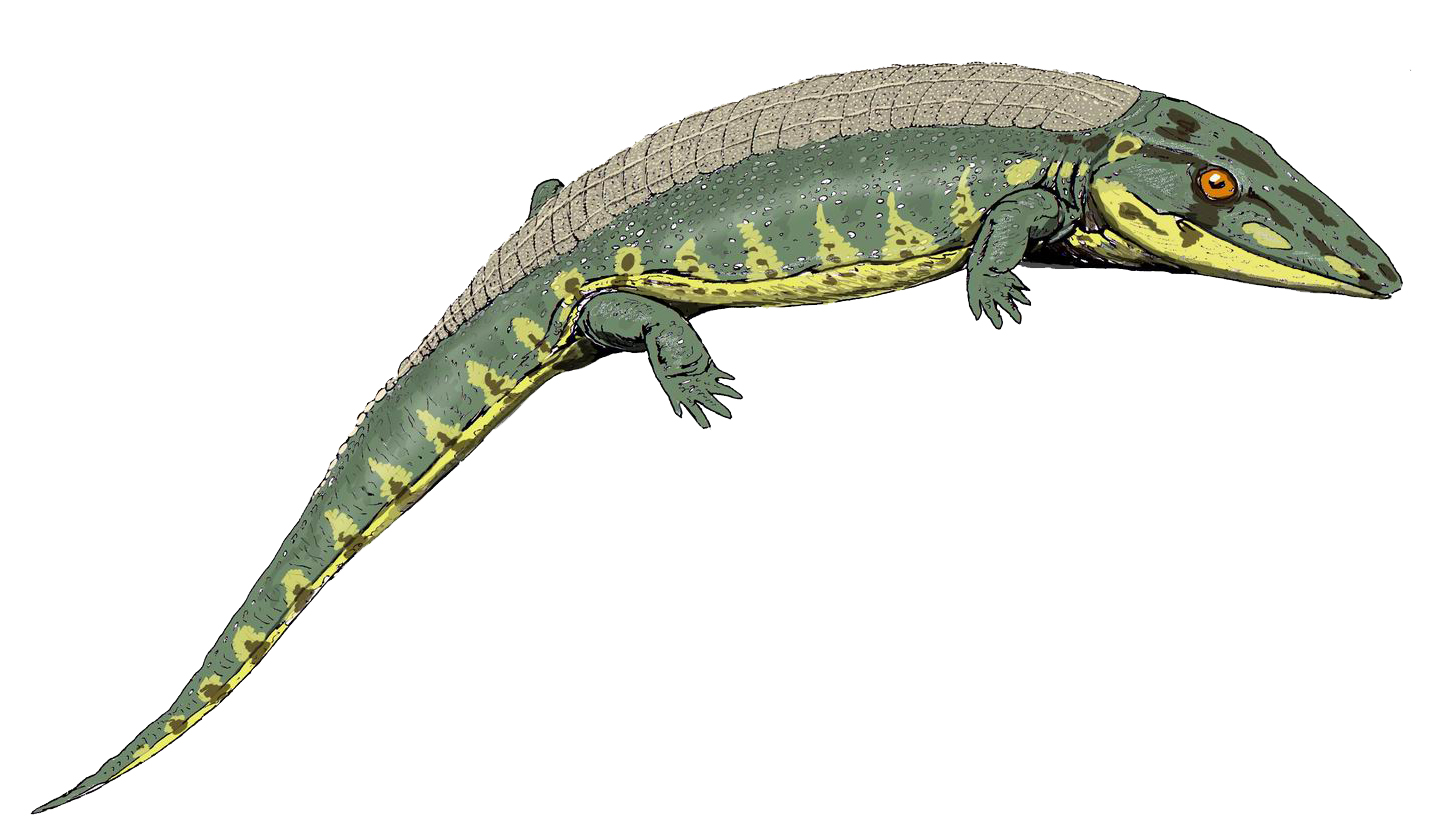
Chroniosaurus dongusensis
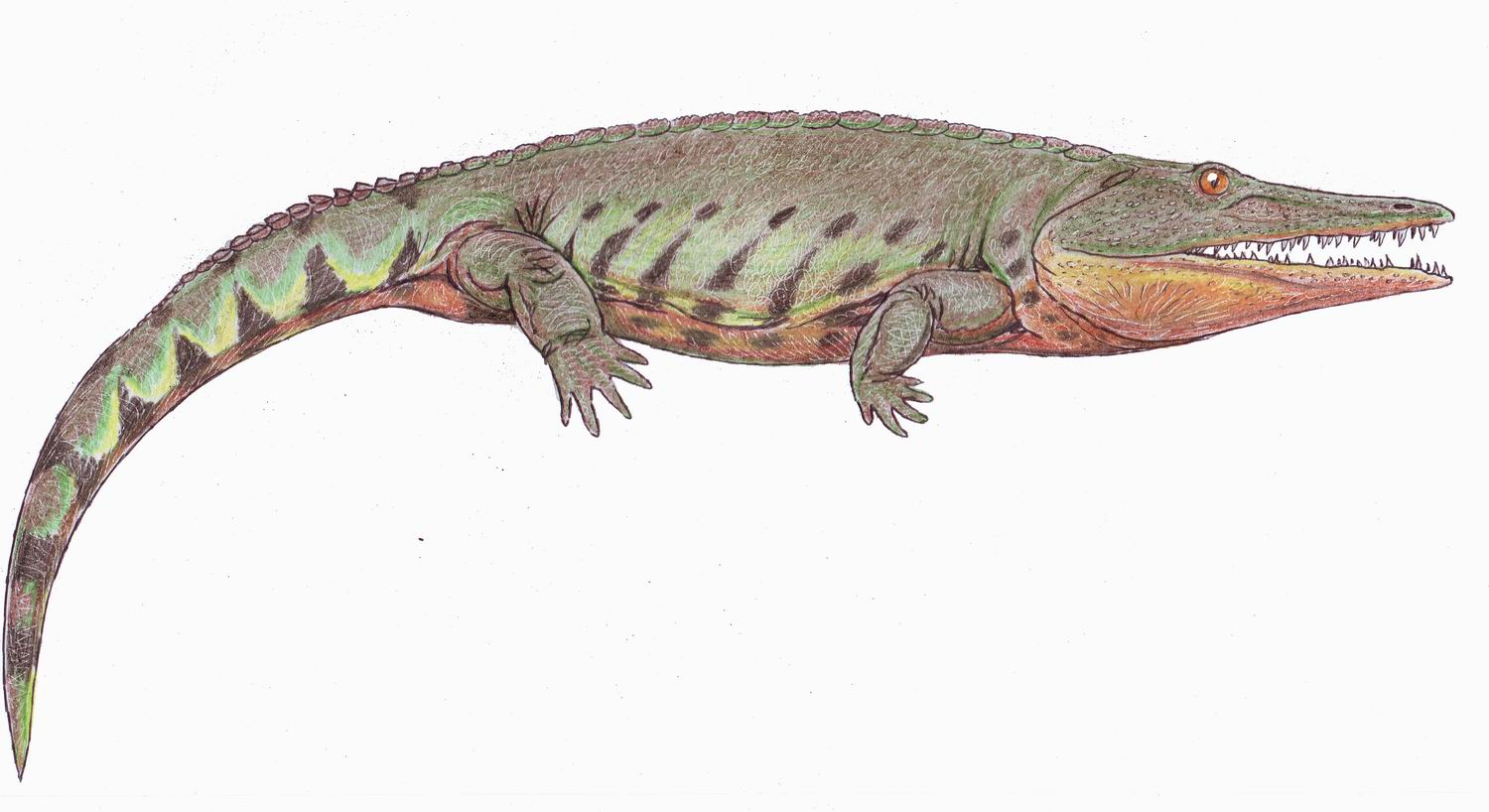
Uralerpeton tverdochlebove 本亜目の最大種。全長2.5メートル
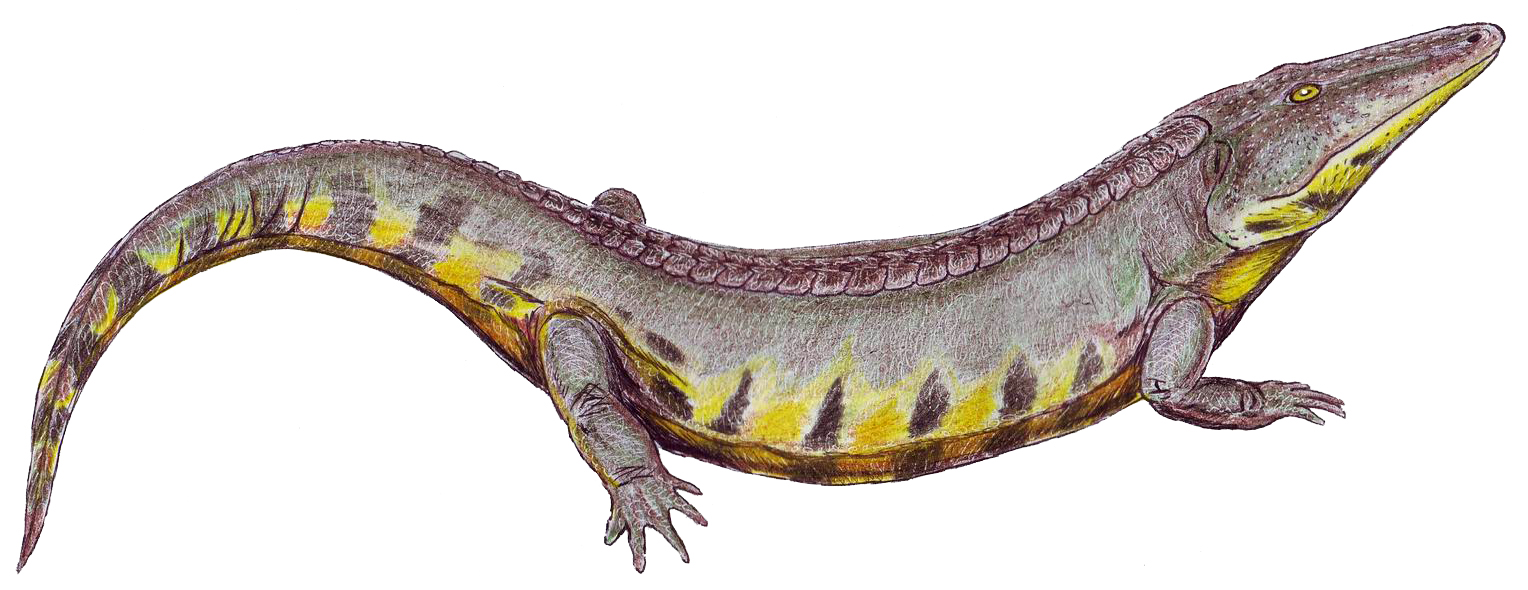
Bystrowiana permira

## ディアデクテス形目
ディアデクテス形目 Diadectomorphaは、最も初期の植食性陸生四肢動物であるディアデクテスを含む、爬虫類に極めて近いグループである。石炭紀からペルム紀初期までのユーラメリカ大陸に生息していた。
- ディアデクテス科 Diadectidae
- リムノスケリス科 Limnoscelidae
- ツェアジャイア科 Tseajaiidae

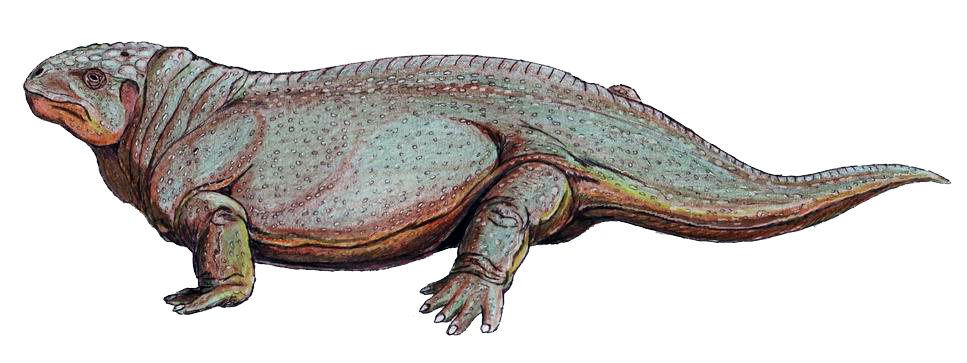
Diadectes
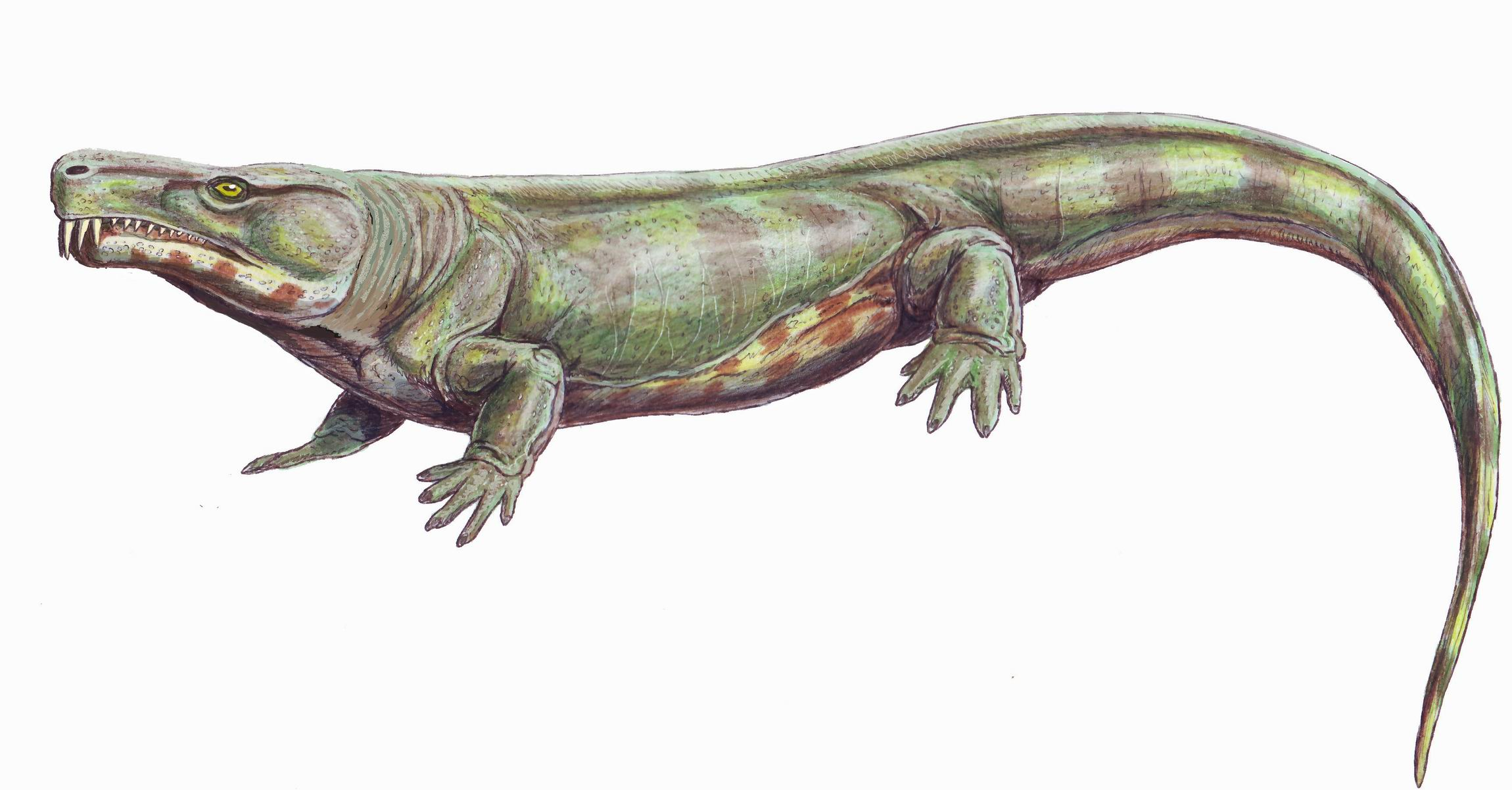
Limnoscelis
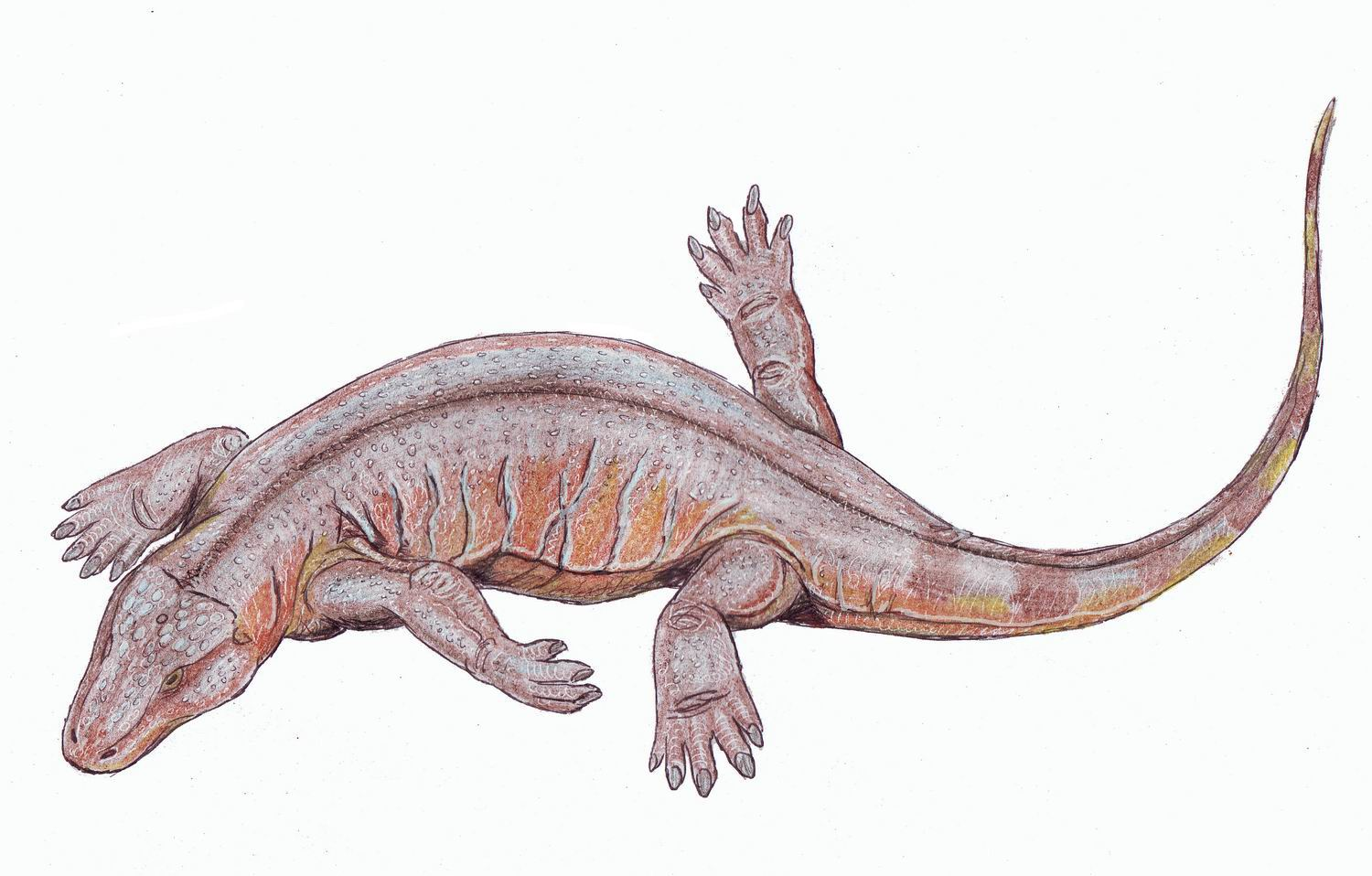
Orobates pabsti

## シームリア形目
シームリア形目 Seymouriamorphaは、初期爬虫類と非常に似ているグループで、ペルム紀を通じて生息していた。完全陸生種のシームリアから水生に戻ったディスコサウリスクやコトラッシアまでバラエティに富む。
- ディスコサウリスク科 Discosauriscidae
- コトラッシア科 Kotlassiidae
- レプトロファ科 Leptorophidae
- シームリア科 Seymouriidae
- トコサウルス科 Tokosauridae
- ワッゴネリア科 Waggoneriidae

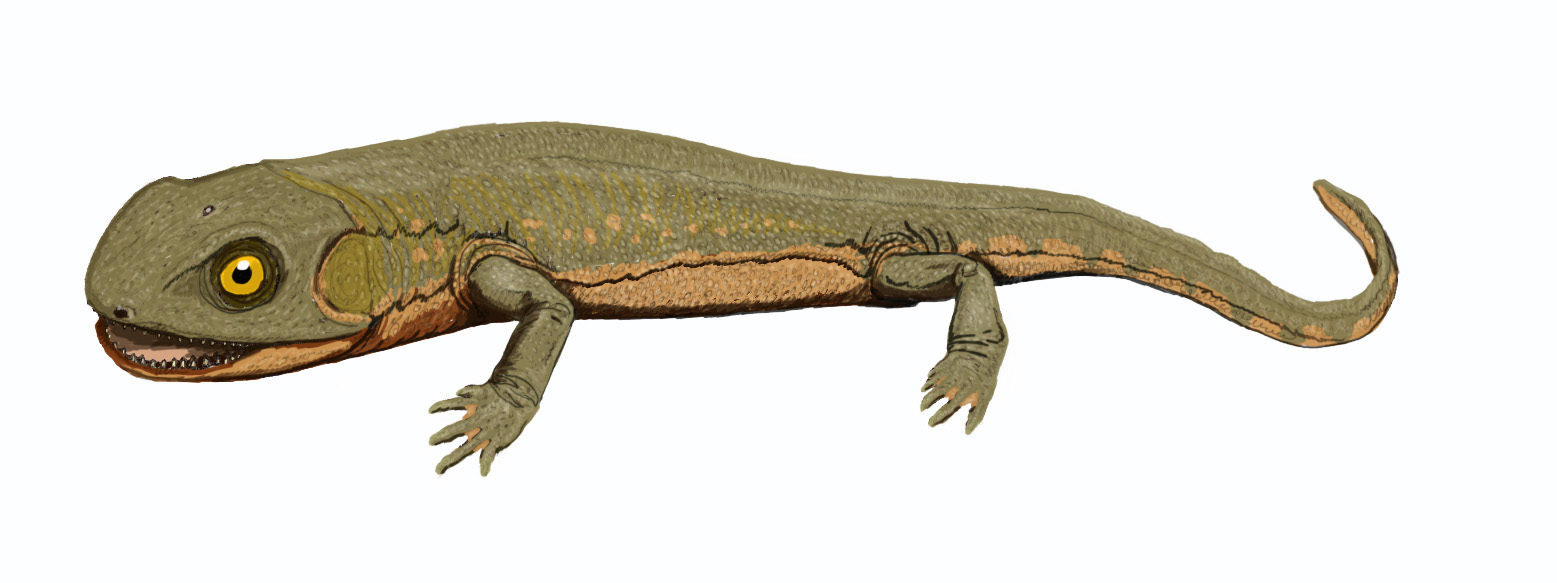
Discosauriscus pulherrimus
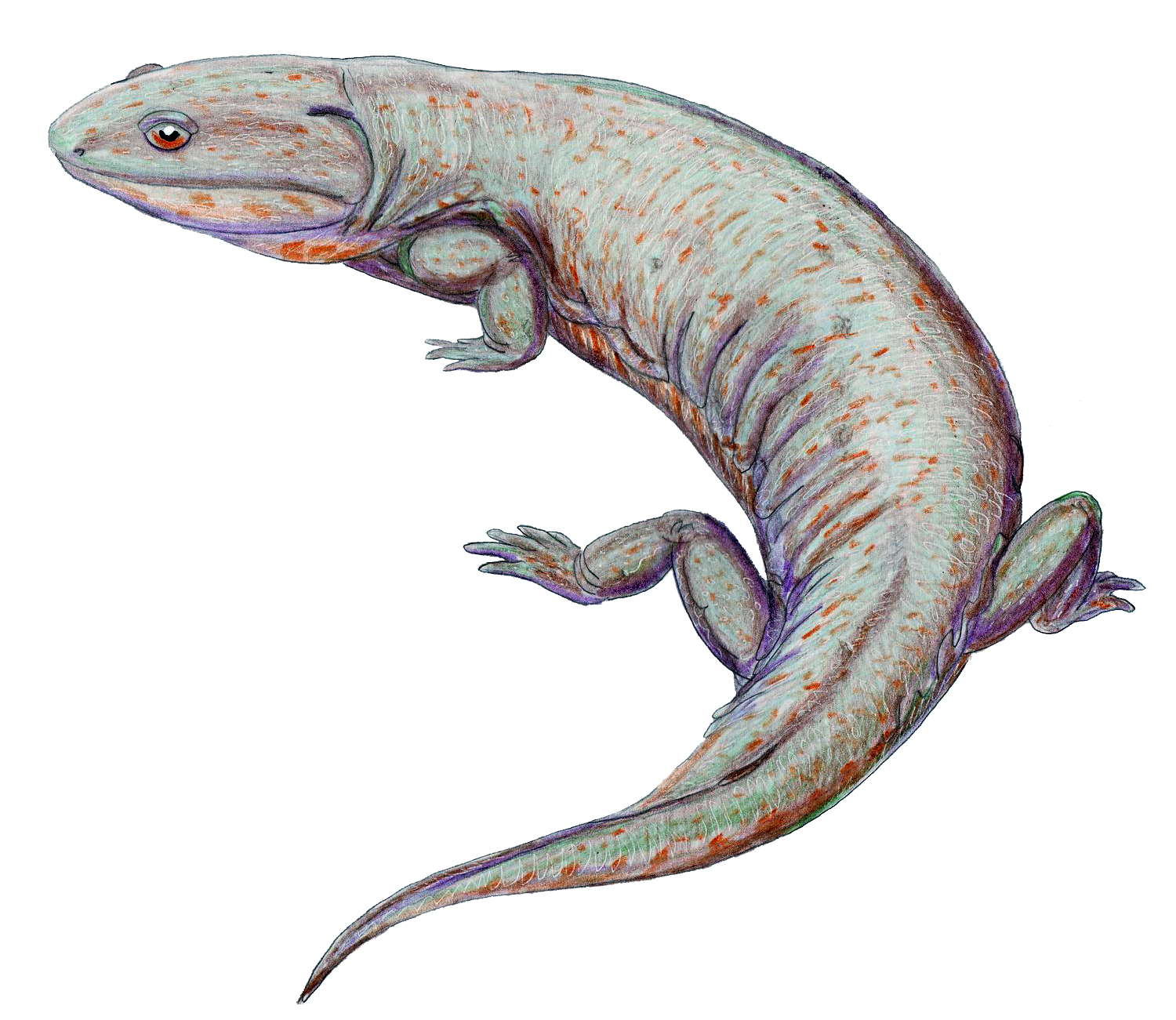
Kotlassia prima